# ФК Петрова Гора
Петрова Гора је фудбалски клуб из Војнића. Такмичи се у Другој жупанијској лиги Карловачке жупаније.
Клуб је обновљен на 60-у годишњицу од оснивања, 2006. године. Обновили су га Срби повратници у Војнић, а окосницу клуба чине бивши пионири Петрове Горе који су играли за клуб до 1995. године.
У клубу постоје три секције: сениори, пионири и лимачи.

## Историја
ФК Петрова Гора је основан 22. фебруара 1946. године. Прва боја клуба била је црвено-црна, што је карактеристична боја Кордуна: црвена, као проливена крв, а црна као туга и жал. Доласком Марка Новковића, средином 60-их година у Војнић, уз чије име су везани готово сви успеси, клуб постаје зелен. Боју му одређује његово име, планина Петрова гора.
До 1991. године, Петрова Гора се такмичила у 4. лиги тадашње државе (победник Загребачке лиге је играо бараж за попуну Хрватске лиге тј. 3. лиге).
Након распада СФРЈ, клуб се такмичио у првенству Републике Српске Крајине, након Бљеска и Олује и протеривањем Срба из Војнића 1995. године бива угашен, а уместо њега новопридошли Хрвати оснивају НК Војнић '95.
Поновним покретањем клуба, кренуло се из најниже могуће лиге - 2006. године у 3. лиги Карловачке жупаније. Прву сезону клуб је завршио у средини табеле. Сезоне 2007/08. клуб осваја прво место и одлази у виши ранг - Другу ЖНЛ Карловачку, где се и данас такмичи. У сезони 2008/09. је такмичење завршио на четвртом месту, а сезону 2009/10. на другом. Сезону 2013/14. клуб завршава на другој позицији, па уместо првопласиране НК Добре Новиград у сезони 2014/15. наступа у Првој ЖНЛ Карловачке жупаније. Дебитантска сезона у 1. лиги Карловачке жупаније је завршена неславно, пошто је Петрова Гора заузела последње место, те је од сезоне 2015/16. поново жупанијски друголигаш и игра у групи "Север".
Клуб се највећим делом финансира донацијама грађана и српске дијаспоре која је пореклом из Војнића.

## Тим у сезони 2009/10.
- Грудић Раде
- Вујић Светан
- Трбојевић Бојан (кап), голман
- Опарница Страхиња
- Мусулин Јанко
- Колар Саша
- Шкргић Никола
- Мркић Милош
- Малешевић Милорад
- Јањић Драган
- Лукац Милош
- Ивковић Милош
- Цвијановић Јанко
- Шимулија Никола
- Ивошевић Јанко
- Кораћ Горан